# 尾叶鹅掌柴
尾叶鹅掌柴（学名：Schefflera producta）是五加科鹅掌柴属的植物。分布在中国大陆的贵州、云南等地，目前尚未由人工引种栽培。